# امین راستی
امین راستی بازیکن سابق و مربی فوتبال ایرانی است. راستی سابقه بازی در تیم‌های همچون برق شیراز، پاس تهران، استقلال تهران و فجر سپاسی شیراز را دارد. وی مدتی نیز به عنوان سرمربی تیم ملی نوجوانان ایران مشغول به کار بود. و همچنین برادر احسان راستی ، بازیکن سابق تیم های داماش گیلان ، راپید وین و فجر سپاسی میباشد.

## دوران حرفه‌ای
راستی فوتبال را از ۱۶ سالگی و در سال ۱۳۷۲ با تیم برق شیراز آغاز کرد. وی پس از ۲ فصل حضور در این تیم به پاس تهران پیوست. حضور راستی در پاس نیز تنها ۲ فصل بود و پس از آن به تیم استقلال تهران پیوست. حضور راستی در استقلال تنها یک فصل بود. راستی پس از استقلال به تیم فجر سپاسی پیوست اما در این تیم نیز حضور کوتاهی داشت. پیکان تیم بعدی راستی بود. آخرین حضور وی نیز در تیم نفت تهران بود که تا فصل ۸۹–۱۳۸۸ در آن تیم بازی کرد.
امین راستی با استقلال تهران دو جام قهرمانی بدست آورد
قهرمان لیگ فوتبال ایران جام  آزادگان ۷۷–۱۳۷۶
قهرمان جام پرزیدنت ترکمنستان ۱۹۹۸

## مربی‌گری
راستی سابقه حضور در نیمکت تیم ملی نوجوانان ایران را به عنوان سرمربی نیز دارد.